# Claude Cahen

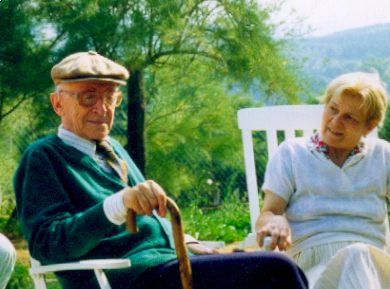
Claude Cahen mit seiner Frau 1989

Claude Cahen (* 26. Februar 1909 in Paris; † 18. November 1991 in Savigny-sur-Orge) war ein französischer Orientalist und  Historiker der Islamischen Welt.

## Leben und Werk
Cahen studierte an der École normale supérieure, an der Sorbonne und am Institut national des langues et civilisations orientales. 1932 erhielt er seine Agrégation in Geschichte. 1940 wurde er in Paris promoviert (Docteur des lettres, La Syrie du Nord à l'époque des Croisades et la principauté franque d'Antioche, und zweiter Teil: Le régime féodal de l'Italie Normande). 1940 wurde er Kriegsgefangener, entkam aber der Deportation und wurde 1945 befreit. Nach dem Krieg war er von 1948 bis 1959 an der Universität Straßburg als Professor tätig und lehrte danach ab 1959 am Lehrstuhl für Geschichte des Orients an der Sorbonne.
Er war unter anderem Gastprofessor an der University of Michigan (1967).
Er befasste sich insbesondere mit dem islamischen Mittelalter, zum Beispiel islamischen Quellen (Historiographie) des Mittelalters und der Kreuzzüge (beginnend mit seiner Dissertation 1940 über das Fürstentum Antiochia in Nordsyrien), allgemein mit Wirtschaftsgeschichte des Islam und dessen Sozialordnungen (z. B. Futuwwa), den Seldschuken und der Türkei vor dem Osmanischen Reich.
Ab 1973 war er Mitglied der Académie des Inscriptions et Belles-Lettres. Von den 1930er Jahren bis 1960 war er Mitglied der Französischen Kommunistischen Partei (PCF), und er war Marxist, was aber nach Bernard Lewis kaum Auswirkungen auf seine Arbeit als Historiker hatte. Nach Lewis war er einer der wichtigsten Historiker im 20. Jahrhundert in Bezug auf islamische Quellen für die Kreuzzüge und die lateinischen Königreiche im Nahen Osten.
1957 wurde er Herausgeber des Journal of the Social and Economic History of the Orient.
1945 erhielt er den Prix Schlumberger der Académie des Inscriptions et Belles-Lettres. 1983 wurde er Mitglied der American Philosophical Society.
Er stammte aus einer jüdischen Familie, ein Onkel mütterlicherseits war der Mathematiker Paul Lévy.

## Schriften
- Der Islam I: Vom Ursprung bis zu den Anfängen des Osmanenreiches, Fischer Weltgeschichte Band 14 (Französische Ausgabe: L’Islam: des origines au début de l'empire Ottoman, Paris 1970 und Paris: Hachette 1997)
- Introduction à l’histoire du monde musulman médiéval VIIe–XV siècle. Methodologie et elements de bibliographie, Paris 1982
- La Syrie du nord à l’époque des croisades et la principauté franque d’Antioche, Paris, Institut francaise de Damas, Bibliothèque Orientale 1, 1940 (Dissertation)
- La campagne de Mantzikert d'apres les sources musulmanes. Byzantion, Band 9, 1934, 613–642
- Notes sur l’histoire des croisades et de l’Orient latin, Teil 2 Le regime rural syrien au temps de la domination franques, Bulletin de la Faculté des Lettres de l’Université de Strasbourg, Band 29, 1950/51, S. 286–310 (Teil 1: En quoi la conquete turque appelait-elle la croisade ?, Band 29, 118–125, Teil 3 Orient latin et commerce du Levant, Band 29, 328–346)
- An introduction to the First Crusade, Past and Present, Band 6, 1954, S. 6–30
- L’Islam et la Croisade, Comitato internazionale di scienze storiche: X Congresso internazionale di scienze storiche, Roma 4–11 settembre 1955. Relazioni, vol 3, 625–635
- L'histoire économique et sociale de l'Orient musulman médiéval, Studia Islamica, Paris 1955 (Vortrag Orientalisten-Kongress Cambridge 1954)
- Les facteurs économiques et sociaux dans l'ankylose culturelle de l'Islam, in Classicisme et déclin culturel dans l'histoire de l'Islam, Symposium Bordeaux (Juni 1956), éditions Besson et Chantemerle 1957
- Mouvements populaires et autonomismes urbains dans l'Asie musulmane du Moyen Âge, in Arabica Band 5, 1958, 225–250, Band 6, 1959, 25–56, 233–265
- Douanes et commerce dans les ports méditerranéens de l'Égypte médiévale, Brill, Leiden 1964
- Pre-Ottoman Turkey: A General Survey of the Material and Spiritual Culture and History, c 1071–1330, London 1968
- Turco-Byzantina et Oriens Christianus, London, Variorum Reprints, 1974 (Aufsätze)
- Les Peuples musulmans dans l'histoire médiévale, Éditions Institut français de Damas, Damaskus 1977 (Aufsätze)
- Makhzûmiyyât: Études sur l'histoire économique et financière de l'Égypte médiévale, Brill 1977 (Aufsätze)
- Orient et Occident au temps des croisades, éditions Aubier Montaigne, 1983, 1992 (Aufsätze)
- Kapitel zum Islam in Edouard Perroy, Jeannine Auboyer, Claude Cahen, Georges Duby, Michel Mollat Histoire générale des civilizations, Band 3: Le Moyen Age, Paris, Presses Universitaires de France 1953, 2. Auflage 1957
- Kapitel The Mongols, The Selchukid State of Rum, The Turkish Invasion; the Selchukids, in History of the Crusades, Band 1, Philadelphia 1955

Er schrieb mehrere Artikel in der Enzyklopädie des Islams (Brill, Leiden) und war Übersetzer und Herausgeber islamischer Texte.